# Ян Шефер
Ян Шефер (нім. Jan Schäfer; 18 жовтня 1974, Дрезден) — німецький весляр-байдарочник, виступав за збірну Німеччини наприкінці 1990-х — у першій половині 2000-х років. Срібний призер літніх Олімпійських ігор в Сіднеї, володар бронзової медалі чемпіонату світу, двічі чемпіон Європи, багаторазовий переможець та призер першостей національного значення.

## Життєпис
Ян Шефер народився 18 жовтня 1974 року в Дрездені, який входив тоді до складу Німецької Демократичної Республіки. Активно займатися веслуванням на байдарці почав у ранньому дитинстві, проходив підготовку в спортивних клубах «Вюрцбург-Хайдінгсфельд» і «Касселе», пізніше входив до асоціації гребних видів спорту міста Ессена.
Вже 1996 року показував хороші результати на першості країни, його розглядали як кандидата на участь у літніх Олімпійських іграх в Атланті — відвідав ігри разом зі збірною, але поки перебував у статусі запасного весляра і в самих змаганнях участі не брав.
Першого серйозного успіху на дорослому міжнародному рівні досяг у сезоні 1999 року, коли потрапив до основного складу німецької національної збірної і побував на чемпіонаті світу в Мілані, звідки привіз бронзову нагороду — в парі з Олафом Вінтером виграв бронзу на дистанції 1000 метрів (поступився екіпажам зі Словаччини та Польщі). Рік по тому Шефер зробив золотий дубль на чемпіонаті Європи в польській Познані, разом з екіпажем, до якого, крім нього, увійшли Штефан Ульм, Марк Цабель і Б'єрн Бах, у складі четвірок завоював золоті медалі на кілометровій і півкілометровій дистанціях.
Завдяки низці вдалих виступів удостоївся права захищати честь країни на Олімпійських іграх у Сіднеї, з тим же складом учасників боровся за перемогу в четвірках на дистанції 1000 м і здобув у результаті срібну медаль — у вирішальному фінальному заїзді програв угорцям Акошу Верецкеї, Золтану Каммереру, Ботонду Шторцу і Габору Хорвату.
Після сіднейської Олімпіади в кар'єрі Шефера настав деякий спад, через дуже високу конкуренцію довгий час він не потрапляв до основи збірної Німеччини і не брав участь у найбільших міжнародних регатах. Проте, у 2004 році він все-таки повернувся в еліту світового веслування і пройшов кваліфікацію на Олімпійські ігри в Афінах, де в парі з новим напарником Марко Херсцелем боровся за медалі в двійках на тисячі метрів — успішно вийшов у фінал, однак у вирішальному заїзді показав лише шостий результат. Невдовзі після цих змагань вирішив завершити кар'єру професійного спортсмена.